# Liguri Friniati
I Liguri Friniati o Friniates erano un'antica popolazione insediata nell'area corrispondente all'Appennino reggiano, modenese e parte del pistoiese. Insieme ai Liguri Apuani, insediati in Lunigiana e Garfagnana, appartengono alla famiglia etno-linguistica dei liguri orientali. Anticamente il loro areale comprendeva anche gran parte dell'alta pianura reggiana e modenese, ma vennero sospinti nelle montagne dalla grande invasione gallica del IV secolo a.C., che vide l'insediamento dei Galli Boi, la popolazione gallica più numerosa e potente nel Nord italia, nella fascia pedemontana e nell'alta pianura reggiana e modenese.
A seguito della conquista romana della Gallia Cisalpina, conclusasi con la sottomissione dei Boi intorno al 193 a.C., le popolazioni ribelli dei Friniati e degli Apuani continuarono ad essere sovrani nelle montagne, al punto che i Friniati riuscirono persino ad espugnare l'appena fondata colonia romana di Modena. Dopo sanguinose battaglie con i romani, un numero considerevole di Friniati fu deportato in pianura e furono definitivamente sottomessi dai romani intorno al 176 a.C.
Come risulta dalle numerose iscrizioni friniate rinvenute nell'appennino modenese, tale popolazione si identificava come "Umbrii" nome comune a moltissime popolazioni indo-europee.